# Воскресенское Поветлужье
Воскресенское Поветлужье — природный парк в Воскресенском районе Нижегородской области. Расположен на юго-востоке Окско-Волжского левобережья Нижегородской области, в пойме реки Ветлуги от села Медведиха до деревни Томилиха.
Созданный в 2008 году природный парк «Воскресенское Поветлужье», общая площадь которого составляет 34 983,02 гектара, функционально разделён на три зоны: природоохранную, рекреационную и зону ограниченного хозяйственного использования.
Целями создания природного парка являлись сохранение природной среды и биологического разнообразия в бассейне реки Ветлуги, охрана природы и поддержания экологического баланса в условиях рекреационного использования территории, создание условий для массового отдыха.
На территории природного парка находятся хвойные и лиственные леса, грибные и ягодные угодья. Имеются возможности для рыбалки и охоты.
Значительная часть природного парка расположена в пойме реки Ветлуги на всей территории района. На территории Воскресенского Поветлужья находится известное озеро Светлояр, которое, согласно существующей легенде, скрыло своими водами древний град Китеж. Это живописное озеро расположено на окраине села Владимирского, которое имеет статус исторического поселения. Происхождение озера Светлояр связывают с падением метеорита.
Воскресенский район располагает значительным туристским потенциалом. Туристов привлекает богатое природное наследие, живописные ландшафты, многообразие памятников истории, культуры и архитектуры, местные народные традиции и ремёсла. Инфраструктура включает развитую дорожную сеть, туристские базы и разнообразные туристические маршруты.